# Halloween H2O: Veinte años después
Halloween H20: 20 años después es la séptima entrega de la saga Halloween. Es una película estadounidense de 1998 dirigida por Steve Miner y protagonizada por Jamie Lee Curtis y Josh Hartnett. Fue hecha para recordar el 20 aniversario de la película Halloween de 1978. Ignorando la historia de las tres entregas anteriores, 'H20' es una secuela directa de 'Halloween II' (1981), ambientada casi veinte años después de los hechos ocurridos.
En España fue lanzada en Blu-ray y DVD por Emon en 2012.

## Argumento
Han pasado casi veinte años desde que Michael Myers escapó de Smith's Grove y regresó a su ciudad natal de Haddonfield para matar a su hermana perdida hace mucho tiempo, Laurie Strode. Tras una explosión provocada por el Dr. Sam Loomis en el Haddonfield Memorial Hospital, el cuerpo de Michael nunca fue encontrado y se le dio por muerto.
El 29 de octubre de 1998, Marion Wittington (de soltera Chambers), ex colega de Loomis que cuido de él hasta su muerte, regresa a la casa que compartían en Langdon, Illinois, sólo para descubrir que han entrado por la fuerza y descubre que falta el expediente sobre Laurie Strode. Michael aparece y mata a Marion, junto con su vecino adolescente Jimmy y su amigo Tony antes de alejarse en el auto de Jimmy, cuando la policía llega a la escena.
En Summer Glen, California, Laurie vive bajo la identidad de "Keri Tate', habiendo fingido su muerte para permanecer oculta de Michael. Vive con su hijo, John, y es directora de Hillcrest Academy, un internado privado, donde cuenta con el apoyo de su secretaria Norma, y el consejero vocacional Will Brennan, con quien mantiene una relación. A pesar de la vida normal que se ha construido, los acontecimientos traumáticos de su pasado lo han hecho sufrir pesadillas crónicas, además de convertirse en alcohólica y vivir con el temor de que su hermano algún día la encuentre.
Mientras tanto, Michael, después de sufrir un pinchazo, se ve obligado a robar otro vehículo de una mujer y su hija que se detienen en un área de descanso de la carretera y, sin darse cuenta, las deja a ambas ilesas y varadas. De vuelta a escuela, la mayoría de los profesores y estudiantes se están preparándose para ir de viaje escolar a Yosemite. Laurie, a su vez, le prohíbe viajar a John por temor a que suceda algo malo mientras ella no esté. La novia de John, Molly Cartwell, tampoco puede viajar, lo que provocó que la pareja, Charlie Deveraux y Sarah Wainthrope, renunciaran al viaje para poder tener todos una fiesta de Halloween en el campus.
Laurie, después de una acalorada discusión con John sobre cómo sus miedos lo afectan, cambia de opinión acerca de no dejarlo ir de viaje, ahora teme que estar cerca de ella en Halloween sea demasiado peligroso, aunque finalmente decide quedarse con Molly, Charlie y Sarah, sin que su madre lo sepa.
Después de que los estudiantes y profesores se vayan, más tarde esa noche, John, Molly, Charlie y Sarah salen a celebrar Halloween. Laurie revela su verdadera identidad a Will, y se da cuenta de que su hijo tiene la misma edad que ella cuando fue atacada por Michael en 1978. Al ir a llamar a John, se entera de que no solo los teléfonos no funcionan, sino que él no fue de viaje. Se arma con un revólver y, junto con Will y Ronny, el guardia de seguridad, van a buscar a su hijo y a los demás.
Desafortunadamente, Michael los encuentra primero y mata tanto a Charlie como a Sarah de una manera espantosa. Luego, John y Molly también son atacados mientras intentaban escapar. Michael intenta matar a Molly, pero John sale en su defensa y es apuñalado en la pierna. Los dos apenas logran escapar y son rescatados por Laurie quien, para su horror, se encuentra cara a cara con su hermano por primera vez en veinte años.
Will accidentalmente le dispara a Ronny en la cabeza, confundiendo su sombra con Michael que se acerca desde una esquina. Mientras Laurie revisa el cuerpo de Ronny, Michael emerge de una puerta detrás de Will y lo apuñala por la espalda, matándolo. Luego, Laurie engaña a Michael y lo aturde momentáneamente mientras recupera a John y Molly de su escondite. El trío corre hacia la camioneta de Laurie y se dirige hacia la puerta principal de la escuela. Sabiendo que Michael nunca dejará de cazarla, los envía sin ella para buscar ayuda, cierra la puerta, se arma con un hacha y regresa al campus para enfrentarse a Michael de una vez por todas.
Después de un juego mortal del gato y el ratón, Laurie apuñala a Michael varias veces y lo empuja desde un balcón a través de una mesa en la cafetería de abajo. Mientras se prepara para apuñalarlo por última vez, Ronny, que sobrevivió al disparo, la detiene, creyendo que Michael está muerto.
Las autoridades llegan a la escuela y el lugar se vuelve una escena del crimen, mientras Michael es colocado en una bolsa para cadáveres. Laurie, conociendo la naturaleza engañosa de su hermano y sabiendo que todavía está vivo, roba la camioneta con la intención de matarlo de una vez por todas. Michael se despierta, sale de la bolsa y ataca a Laurie, quien frena de golpe y lo hace estrellarse contra el parabrisas. Cuando Michael se sienta y luego se pone de pie, Laurie lo choca y luego se sale de la carretera.
Laurie logra liberarse de la camioneta mientras ésta cae por el terraplén mientras Michael queda atrapado entre la camioneta y un árbol caído. Laurie, ensangrentada y magullada, baja al fondo y llama a su hermano. Los dos hermanos comparten un momento mientras se abrazan. Laurie siente un momento de lástima por Michael antes de levantar su hacha y decapitarlo. Laurie cierra los ojos y respira profundamente a medida que las sirenas se acercan.

## Reparto
- Jamie Lee Curtis - Laurie Strode/Keri Tate
- Josh Hartnett - John Tate
- Michelle Williams - Molly Cartwell
- Jodi Lyn O'Keefe - Sarah Wainthrope
- Joseph Gordon-Levitt - Jimmy Howell
- Chris Durand - Michael Myers
- LL Cool J - Ronald 'Ronny' Jones
- Adam Hann-Byrd - Charles 'Charlie' Deveraux
- Adam Arkin - Will Brennan
- Janet Leigh - Norma
- Nancy Stephens - Marion Chambers Whittington
- Beau Billingslea - Detective Fitzsimmons
- Tom Kane - Dr. Sam Loomis (voz)

## Recepción

### Taquilla
Hasta el estreno del remake del 2007, Halloween H20 fue la película más taquillera de la franquicia de Halloween. Fue estrenada el 5 de agosto de 1998 en los EE. UU. Y más tarde en muchos otros países. El H20 costó $ 17 millones para producir y devolvió $ 55.041.738 en ventas domésticas de taquilla con un fin de semana de apertura de $ 16,187,724, y $ 24,753,129 desde su debut el miércoles. En cuanto al alquiler de videos / DVD, la película recaudó más de $ 21 millones

### Crítica
Las críticas fueron mixtas a positivas, pero la actuación de Jamie Lee Curtis fue muy elogiada. El sitio web Rotten Tomatoes le da a la película una aprobación de 52 %